# Tolkien Reading Day

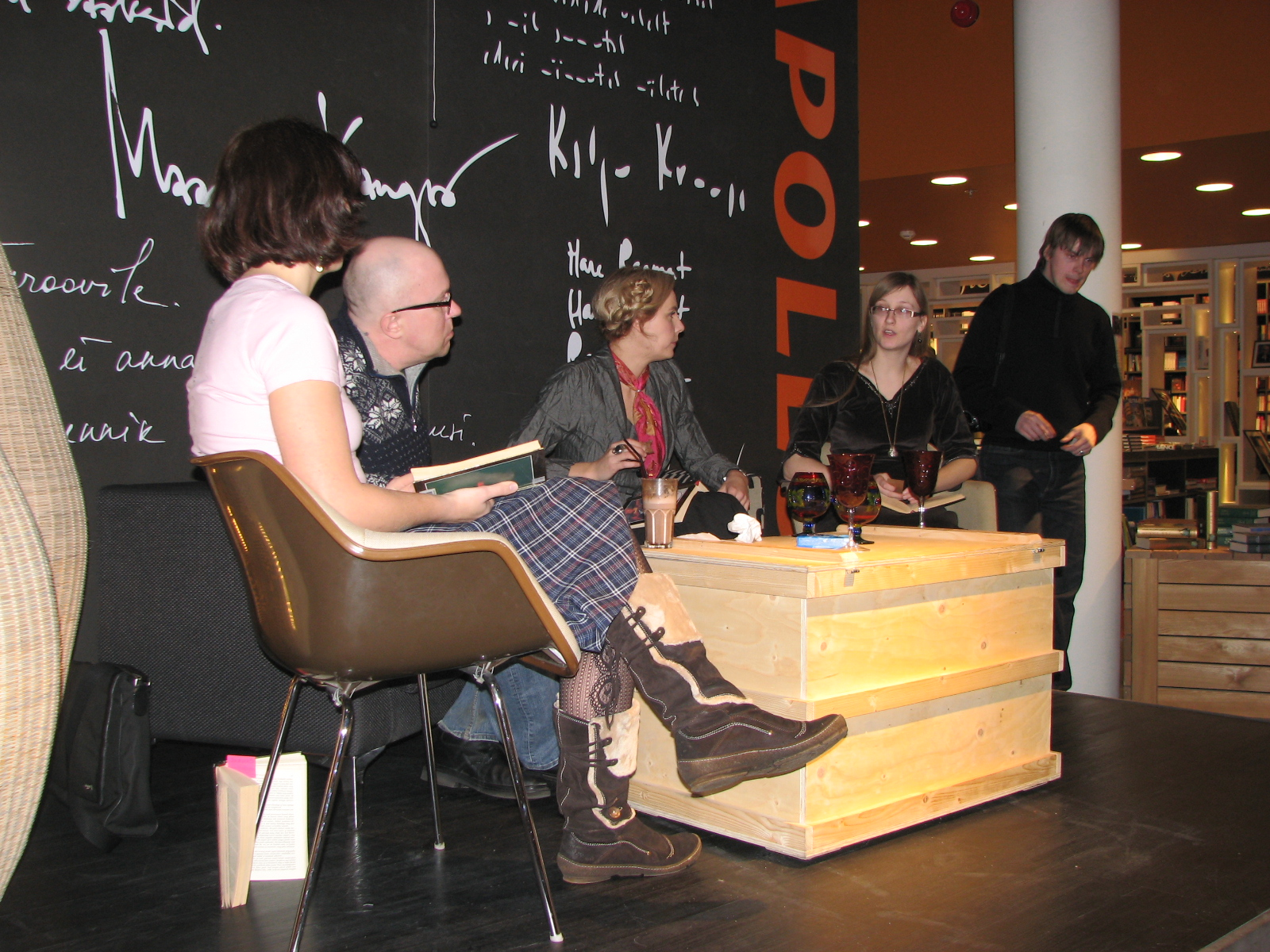
Eine Lesung von Beren and Lúthien am Tolkien Reading Day 2011 in einer Buchhandlung in Tallinn, Estland

Der Tolkien Reading Day (übersetzt: Tag der Tolkien-Lektüre) ist ein inoffizieller Feiertag, der seit 2003 jährlich am 25. März gefeiert wird. An diesem Tag sollen die Werke des britischen Autors J. R. R. Tolkien gelesen werden.

## Geschichte
Der Tolkien Reading Day wurde 2003 von der britischen Tolkien Society, die sich zum einen als literarische Gesellschaft und zum anderen als offiziellen Fanclub versteht, ins Leben gerufen.
Die eigentliche Initiative ging auf den US-amerikanischen Journalisten Sean Kirst zurück, der als Kolumnist für den in Syracuse im US-Bundesstaat New York ansässigen Post Standard und im Januar 2002 unter Verweis auf den Bloomsday an die Tolkien Society schrieb und die Frage nach einem entsprechenden Tolkien-Tag stellte.

“My grandparents were fishing folk from Buckie in the north of Scotland, carriers of the old stories and legends, and the trilogy has filled a certain hole in my life. I have many friends here in New York who were equally moved by the book, reignited by the film, and we all wondered: is there any day devoted informally to readings from the trilogy, in the way that “Bloomsday” is devoted to Joyce?”

„Meine Großeltern waren Fischer aus Buckie im Norden Schottlands, Träger der alten Geschichten und Legenden, und die Trilogie hat ein gewisses Loch in meinem Leben gefüllt. Ich habe viele Freunde hier in New York, die von dem Buch, das der Film neu entfacht hat, gleichermaßen bewegt wurden, und wir haben uns alle gefragt: Gibt es einen Tag, der informell den Lesungen aus der Trilogie gewidmet ist, so wie „Bloomsday“ Joyce gewidmet ist?“

Die Tolkien Society nahm den Vorschlag an und proklamierte den 25. März seit 2003 als offiziellen Tolkien Reading Day. Die Wahl des Datums geht auf die Herr-der-Ringe-Trilogie zurück. Umgerechnet auf den gregorianischen Kalender wurde am 25. März der dunkle Herrscher Sauron durch die Zerstörung des Einen Ringes besiegt.

## Feierlichkeit
„Ziel dieses Ehrentags der Tolkien-Lektüre ist es, die Öffentlichkeit zum Lesen der Werke des britischen Autors J.R.R. Tolkien (1882–1973) einzuladen und vor allem jungen Lesern die Wirkung dieser phantastischen Welt bzw. der Literatur im Allgemeinen nahe zu bringen.“
Kirst betraut seit 2008 mit der Tolkien Society lokale Tolkien Reading Day-Veranstaltungen in den USA.